# コンスタンティノス・パレオロゴス・ポルフュロゲネトス
コンスタンティノス・ドゥーカス・パレオロゴス・ポルフュロゲネトス（ギリシア語: Κωνσταντῖνος Δούκας Παλαιολόγος Πορφυρογέννητος, 1261年 - 1306年5月5日）は、東ローマ帝国の皇族。

## 生涯
1261年秋、皇帝ミカエル8世の三男としてコンスタンティノポリスに生まれる。母はテオドラ・ヴァタツァイナ。父ミカエル8世は同年の8月15日にラテン帝国からコンスタンティノポリスを奪回しており、その直後に帝都で生まれたコンスタンティノスは「真のポルフュロゲネトス」であるとしばしば呼ばれた。現在のイスタンブール旧市街の北西部にあるポルフュロゲネトスの宮殿はコンスタンティノスにちなんで命名された。伝承によると、コンスタンティノスは父帝から専制公よりも上位の称号を与えられたという。
1280年、コンスタンティノスはマケドニアにいたセルビア人と戦った後に小アジアのトルコ人略奪者攻略を命じられ、メンデレス川渓谷から略奪者たちを掃討した。後にコンスタンティノポリスにストウディオス修道院を再建した。1293年6月、兄の皇帝アンドロニコス2世から帝位奪取の猜疑を被って捕縛された。1299年にテッサロニキに連行された後、アタナシオスの修道名を名乗って修道院に入った。1306年5月5日、コンスタンティノポリスで死去。リヴォス修道院に埋葬された。

## 結婚と子女
1290年頃、ノルマン系貴族の出身とも言われるイレーネー・ラオウライナと結婚し、1男、ヨハネスを儲けた。

## 参考資料
- Donald M. Nicol (1993/10/14). The Last Centuries of Byzantium, 1261-1453. Cambridge University Press. ISBN 978-0521439916
- 杉村貞臣「パライオロゴス王朝皇帝家の姻戚関係」『人文論究』第47巻第2号、関西学院大学人文学会、1997年9月20日、66-79頁、ISSN 02866773。

| スタブアイコン | サブスタブ | この項目は、まだ閲覧者の調べものの参照としては役立たない、人物に関連した書きかけの項目です。この項目を加筆・訂正などしてくださる協力者を求めています（P:人物伝/PJ:人物伝）。 |